# En vivo desde el Teatro Real
En vivo desde el Teatro Real (Na żywo z Royal Theater) – album koncertowy w wykonaniu Paco de Lucii zarejestrowany 18 lutego 1975 roku w operze Teatro Real w Madrycie. W nagraniu towarzyszył mu brat Ramón de Algeciras.

## Lista utworów
Wszystkie utwory skomponowane przez Francisco Sánchez Gómez (Paco de Lucía)
| 1. | "Alegrías"  | 5:43  |
|    |             |       |
| 2. | "Tarantas"  | 6:13  |
|    |             |       |
| 3. | "Granaínas" | 6:21  |
|    |             |       |
| 4. | "Zapateado" | 4:32  |
|    |             |       |
| 5. | "Soleá"     | 6:01  |
|    |             |       |
| 6. | "Fandangos" | 4:41  |
|    |             |       |
| 7. | "Guajiras"  | 4:56  |
|    |             |       |
| 8. | "Rumba"     | 9:23  |
|    |             |       |
|    |             | 47:50 |
|    |             |       |

## Muzycy
Paco de Lucía – gitara flamenco

Ramón de Algeciras – gitara flamenco